# Árus Tibor
Árus Tibor, Árus Tibor József (Segesvár, 1923. április 7. – ?, 1967. május 29.) magyar igazgatási szakember, tanácsi tisztviselő, másfél évtizeden át a Békés megyei tanács végrehajtó bizottságának titkára (1952–1967).

## Élete
Árus János és Pásztor Rozália fiaként született. Fiatal korának életkörülményei nem sokban tértek el az akkori proletár gyerekek életviszonyaitól. Diákéveit követően, 1943-ban a Békés vármegyei Orosházára költözött, ahol jegyzőgyakornokként kapott állást. 1944 őszétől, a háborús állapotok megszűntével feléledt az orosházi munkásmozgalom – élén a Magyar Kommunista Párt (MKP) helyi szervezetével –, és ennek hatására ő maga is rövid időn belül tagja lett a pártnak. 1945. október 21-én Orosházán feleségül vette Garai Ellát.
Gyakornoki állásából nem sokkal ezután előbb az orosházai elöljáróság Rákóczi-telep kirendeltségének vezetői posztjára léptették elő, majd 1950-ben, a tanácsok megszervezésével egy időben az orosházai járási tanács titkára lett. 1952-ben megválasztották a megyei tanács, valamint annak végrehajtó bizottsága (vb) tagjának, s egyúttal megbízták a vb-titkári teendők ellátásával is. Ezen feladatait ettől az időponttól kezdve mintegy 15 éven át, megszakítás nélkül látta el.
Pozíciójában mindig igényes volt saját államigazgatási és közgazdasági ismereteinek bővítésére éppúgy, mint arra, hogy alárendeltjei köréből is minél többen váljanak megfelelő képzettségű igazgatási szakemberré. Ő maga előbb egy államigazgatási képzést végzett el, majd – hogy gyakorlati ismereteit gyarapítsa – munka mellett elvégezte Szegeden az Állam- és Jogtudományi Egyetem egy kurzusát is; egyúttal folyamatosan figyelemmel kísérte a megye alsóbb szintű tanácsi apparátusában dolgozók képzési, továbbképzési és előmeneteli ügyeit is.
Mint tanácstag, Békéssámson és közvetlen térsége lakosait képviselte, ezért e környék ügyeivel különösen sokat foglalkozott. Több sportszervezetben is vállalt különféle feladatokat, társadalmi megbízatásokat, amiknek révén a fiatalság körében is népszerű volt.
Életútját súlyos betegség törte ketté. Hosszabb kórházi kezelés és házi ápolás után 1966 végén megpróbált visszatérni a napi teendőihez és a munkában igyekezett megtalálni gyógyulását. Ez azonban nem tartott sokáig, hamarosan újból ágynak esett és 1967. május 29-én elhunyt. Utolsó útjára 1967. június 1-jén kísérték.

## Elismerései
- 1954-ben a Munka Érdemrend arany fokozatával tüntették ki.
- A Minisztertanácstól 15 évi közigazgatási munkája során számos elismerő oklevelet vehetett át.